# Tritropidia kosswigi
Tritropidia kosswigi är en insektsart som beskrevs av Strümpel 1978. Tritropidia kosswigi ingår i släktet Tritropidia och familjen hornstritar. Inga underarter finns listade i Catalogue of Life.